# Paraurethraldrüse

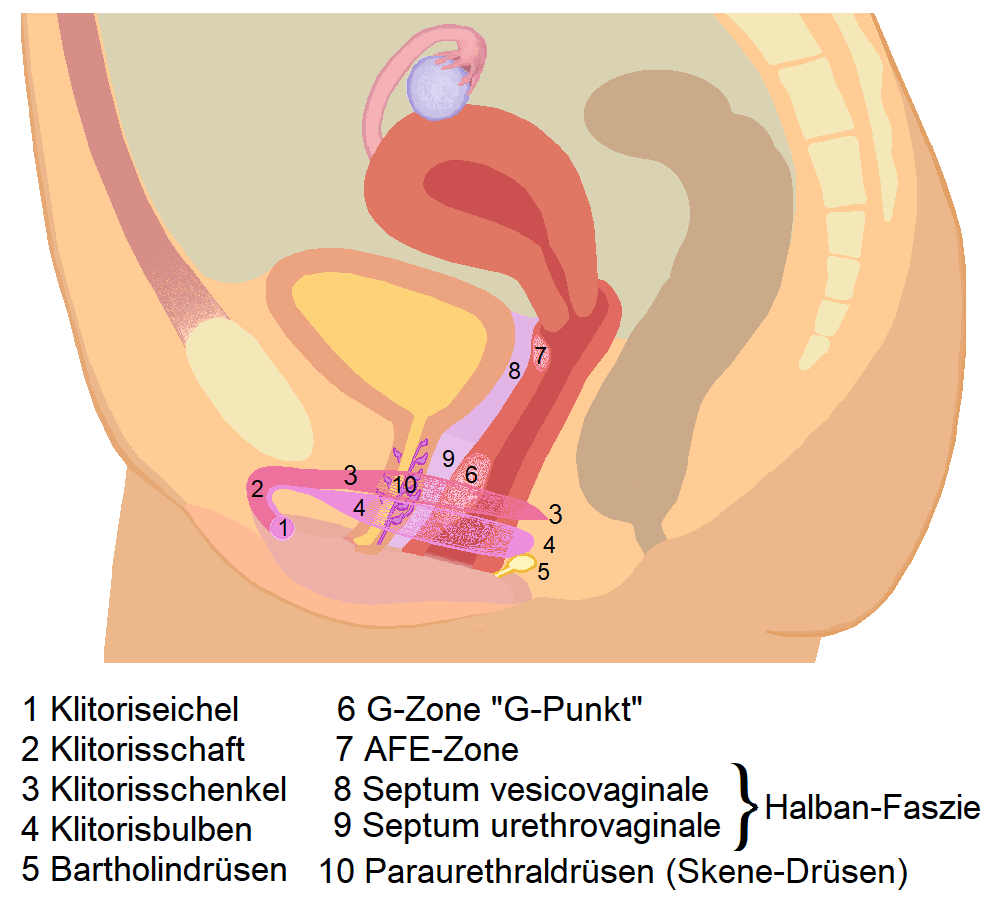
Die Paraurethraldrüsen (2) in der Wandung der weiblichen Harnröhre. Zwischen Harnröhre und G-Zone (4) befindet sich die Halban-Faszie (6 und 7; Skizze vorwiegend in Sagittalebene).

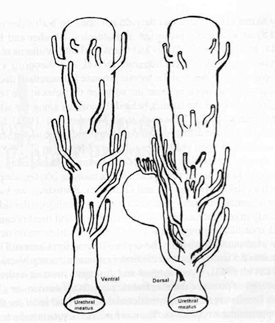
Zeichnung des anatomischen Aufbaus der paraurethralen Drüsen einer erwachsenen Frau. Dargestellt sind die weibliche Urethra, auf einer Länge von ca. 3 cm, – Meatus urethrae externus unten im Bild – mit den von ventral bzw. dorsal einmündenden Drüsenausfuhrgängen.

Die Paraurethraldrüse (lateinisch Glandula paraurethralis) oder Skene-Drüse (nach Alexander Skene benannt) ist eine zusätzliche Geschlechtsdrüse (akzessorische Geschlechtsdrüse) der Frau.
Sie hat mehrere Ausführungsgänge. Diese münden in den Endabschnitt der Harnröhre sowie (möglicherweise) rechts und links derselben. Ihr Sekret (siehe weibliche Ejakulation) ähnelt in Zusammensetzung und Enzymmustern dem männlichen Prostatasekret.

## Wissenschaftsgeschichte
Der Erstbeschreiber dieser Drüsen war der französische Chirurg Alphonse Guérin (1817–1895). Benannt aber wurden sie nach dem schottischen Gynäkologen Alexander Skene, welcher über sie als Erster im Jahre 1880 in der medizinischen Literatur berichtete.
Der endgültigen und damit in der Medizin anerkannten Beschreibung gingen etliche Beobachtungen und Publikationen voraus. So beobachtete im Jahre 1672 der niederländische Anatom Reinier de Graaf in unmittelbarer Nähe der Mündung der weiblichen Harnröhre (Meatus urethrae) gangartige Strukturen. Rudolf Virchow beschrieb 1853 pathologische Veränderungen, in ‚Kanälen‘, die den Harnröhrengang umgeben. So fand er dort im Inneren steinartige Massen und vermutete, dass die Harnröhrendrüsen und -gänge homolog zu der männlichen Prostata wären. Im Jahre 1889 beschrieb der Anatom und Histologe an der Université de Toulouse Edme Joseph Frédéric Tourneux (1852–1922) (F. Tourneux) diese Drüsen auf ähnliche Weise und bestätigte diese Hypothese. Gustaf Pallin (1877–1957) hingegen behauptet 1901, dass die Paraurethraldrüsen nicht in ihrer Gänze homolog zur männlichen Prostata seien, aber in ihren jeweiligen kranialen und ventralen Anteilen.

## Anatomische Lokalisation und Funktion

### Anatomie

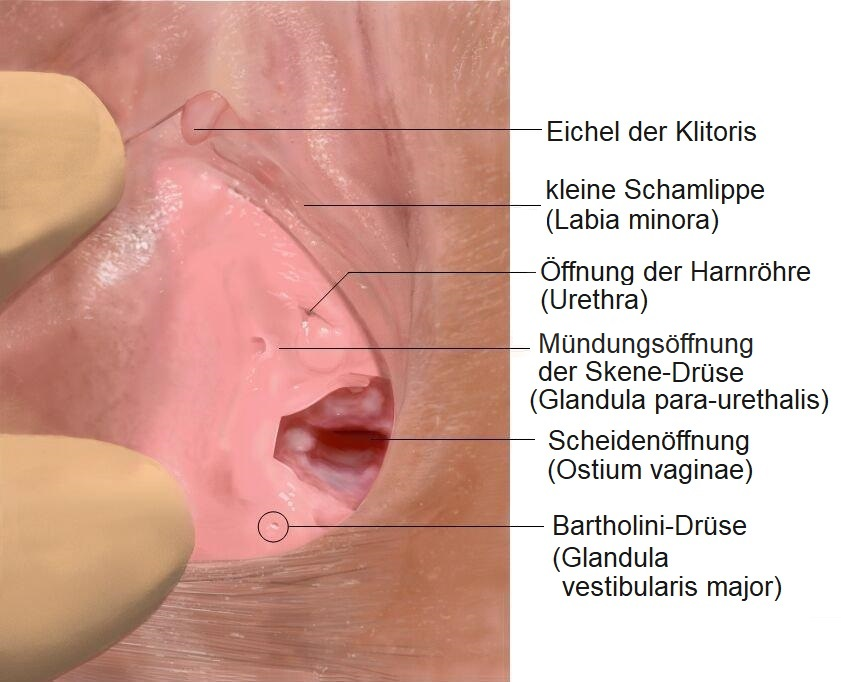
Weibliches Genitale mit Eichel der Klitoris, Kleiner Schamlippe, Harnröhrenöffnung, äußere (inkonstante) Mündungsöffnung der Paraurethraldrüse, Scheideneingang und Mündungsöffnung der Bartholinschen Drüse

Die inneren Schamlippen, Labia minora, umschließen den Scheidenvorhof, in den die Harnröhre, Urethra femina, mündet. In die Urethra und gelegentlich auch neben der Mündungsöffnung, Meatus urethrae externus, der Harnröhre münden auch die Paraurethraldrüsen (auch Skene-Drüsen genannt). Nach Huffman (1948/1951) ist eine Mündung der Drüsen lateral der Urethramündung, Meatus urethrae externus, die Ausnahme. Er sah diesen Zustand nur in Verbindung mit einem nachgeburtlichen Zustand (postpartal).
Die Paraurethraldrüsen, Glandulae paraurethrales, weisen mehrere Ausführungsgänge auf und münden sowohl in den Endabschnitt der Harnröhre („intraluminär“) selbst sowie seitlich („periurethral“) derselben. Die Urethra besitzt in ihrem Anfangsteil, nahe der Blase, eine Urothelschicht, die nach distal in ein mehrschichtig unverhorntes Plattenepithel übergeht. Vereinzelt finden sich muköse Drüsen, Glandulae urethrales. Die Schleimhaut bildet ferner Buchten, Lacunae urethralis, sowie längsverlaufende Falten, die die verzweigten, tubulären Glandulae urethrales enthalten. Im distalen Drittel sind auch die „intraluminären“ Drüsenausführgange der Paraurethraldrüsen, Glandulae paraurethrales, nachweisbar.
Eine slowakische Arbeitsgruppe veröffentlichte im Jahr 2000 auf der Grundlage von 15 Autopsien die Beobachtung verschiedener anatomischer Typen.

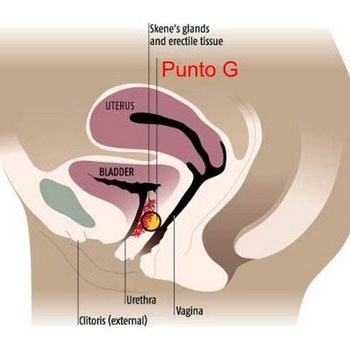
Paraurethraldrüse („Skene-Drüse“) mit der G-Zone (Punto G); Skizze in Sagittalebene

| Typ | Formen der Paraurethraldrüsen in Bezug auf ihre Lage zur Urethra nach Zaviačič u. a. (2000) |
| --- | ------------------------------------------------------------------------------------------- |
| 1   | distaler Typ                                                                                |
| 2   | Proximaler Typ                                                                              |
| 3   | Drüse über die gesamte Länge der Urethra                                                    |
| 4   | Rudimentäre Drüsen                                                                          |
| 5   | Drüsen in der Mitte der Urethra                                                             |
| 6   | sogenannte hantelförmige Drüsenkonfiguration                                                |

### Funktion
Die Ausprägung der Paraurethraldrüsen ist höchst variabel und sie können gelegentlich auch ganz fehlen. Dabei ist nicht nur ihre anatomische Form variabel, sondern auch das Ausmaß ihrer – von manchen vermuteten – Beteiligung an der weiblichen Ejakulation.
2009 präsentierten zwei Wissenschaftlerinnen die Hypothese, dass das Sekret der Drüse wahrscheinlich eine antibakterielle Wirkung habe. Besonders während und nach dem Koitus sei der Schutz der weiblichen Harnröhre vor Infektionen ein deutlicher evolutionsbiologischer Vorteil.

## Vergleich der Embryonalentwicklung der männlichen Prostata und den weiblichen Skene-Drüsen
Ontogenetisch geht die männliche Prostata aus den Epithelknospen der Pars pelvina (Wand des Beckenbodens) des Sinus urogenitalis hervor. Hierbei stimulieren Androgene die Entwicklung der mesenchymalen und epithelialen Anteile der entstehenden Prostata. Das primitive Prostataepithel differenziert sich unter dem Androgeneinfluss zu den drei glandulären Zellarten der Prostata: Basalzellen, Luminalzellen und neuroendokrine Zellen.
Die entwicklungsbiologischen Gemeinsamkeiten und Unterschiede zwischen den Skene-Drüsen (teilweise bezeichnet als Prostata feminina, lateinisch für ‚weibliche Prostata‘) und der männlichen Prostata sind (Stand 2022) noch ungeklärt und Gegenstand der Forschung.

## Nervliche Steuerung
Bei der männlichen Prostata wird die Sekretion des tubuloazinösen, apokrinen Drüsenepithels durch parasympathische Nervenimpulse angeregt. Hingegen wird die Kontraktion der glatten Muskelzellen und somit die konsekutive Exkretion des Prostatasekrets in das Ausführungsgangsystem durch sympathische Nervenfasern stimuliert. Über die nervliche Steuerung der zur Exkretion fähigen Typen der Skene-Drüsen ist bislang (Stand 2020) nichts bekannt. Nicht einmal über die Art des Zusammenhangs zwischen weiblichem Orgasmus und Exkretionen der Skene-Drüsen gibt es gesicherte Informationen.

## Pathologische Veränderungen

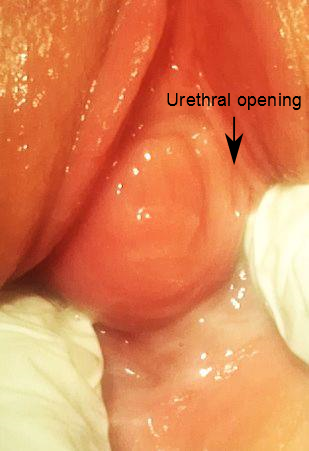
Zyste seitlich am Ausführungsgang der Skene’schen Drüse

Gelegentlich kann es zu einer Entzündung der Paraurethraldrüse kommen, der sogenannte Skenitis. Der extrem seltene Harnröhrenkrebs bei Frauen (in den USA 1,5 Fälle pro 1 Million Frauen) wird – unter anderem – mit der Paraurethraldrüse in Verbindung gebracht. Die Ausführungsgänge der Paraurethraldrüse können Ausgangspunkt für die Ausbildung von Urethral-Divertikeln sein oder auch zu Retentionszysten führen.

### Ideengeschichte
- Stephanie Haerdle: Spritzen. Geschichte der weiblichen Ejakulation. Edition Nautilus, Hamburg 2020, ISBN 978-3-96054-215-5.